# Josep Ramon Nebot Canós
Josep Ramon Nebot Canós   (Vila-real, 27 de juny de 1910 - Vila-real, 14 de març de 2002) un futbolista valencià de la dècada de 1930.
Començà jugant com a porter als 16 anys al CD Vila-real, d'on passà al CE Castelló. Amb el conjunt castellonenc guanyà el campionat valencià el 1929. L'estiu d'aquest any fitxà pel Reial Madrid, club amb el que debutà a primera divisió. Dos anys més tard fitxà pel València CF, que acabava de pujar a primera divisió. Al cap de quatre anys, el 1935, amb 92 partits disputats i 169 gols encaixats, abandonà el club "ché" per fitxar pel Girondins de Bordeus, on residia la seva família. L'any 1939 retornà a Castelló per jugar al CE Castelló de l'entrenador Emilio Vidal Llanes, on jugà 12 partits més a primera abans de retirar-se el 10 de gener de 1943.
Ramon Nebot fou el primer porter en aturar un penal a primera divisió, el 3 de febrer de 1935, en un partit València contra Real Oviedo. Era un jugador de complexió alta i forta el que li va permetre jugar bastants partits de davanter centre, posició que també li agradava.

## Palmarès
- Campionat de València de futbol:
  - 1929, 1932, 1933, 1934
- Campionat Regional Centre:
  - 1929-30, 1930-31